# Grand invalide civil
Pour les articles homonymes, voir GIC.
Un grand invalide civil, également connu sous le sigle GIC, est, dans la médecine du travail française, une personne handicapée ayant un taux d'incapacité supérieur ou égal à 80 % ou présentant une autonomie de déplacement très réduite (par exemple moins de 200 mètres ou une personne en fauteuil roulant).
Les grands invalides civils bénéficient de places de stationnement qui leur sont réservées, ainsi qu'aux grands invalides de guerre (grâce au macaron « grand invalide civil » jusqu'au 1er janvier 2011, remplacé depuis par la « carte européenne de stationnement pour personne handicapée »).